# Chlamys hastata
Chlamys hastata é uma espécie de molusco bivalve da família Pectinidae [en], encontrada na costa oeste da América do Norte, do Golfo do Alasca até San Diego, na Califórnia. Um número limitado dessas vieiras é coletado por mergulhadores ou com redes de arrasto estreitas na costa oeste do Canadá.
Chlamys hastata vive no fundo do mar na zona nerítica, entre a marca da maré baixa e uma profundidade de 150 m, em sedimentos moles ou rochas, especialmente em áreas com correntes fortes. É um filtrador, alimentando-se de algas microscópicas filtradas da água que passa por suas brânquias. É predada por estrelas-do-mar, polvos e lontras-marinhas. Pode detectar predadores pelo olfato e pela visão, escapando por meio da abertura e fechamento de suas valvas. Outros organismos frequentemente crescem na superfície externa de sua concha, e ela costuma formar uma relação simbiótica com uma esponja incrustante que cresce na valva superior, ajudando a protegê-la de predadores.

## Etimologia
O nome científico deriva de chlamys, palavra em latim para uma capa curta ou manto de lã usado por soldados gregos, e hastata, que significa "semelhante a uma lança", do latim hasta, lança ou dardo.

## Descrição
A concha de Chlamys hastata tem um formato ligeiramente em leque e pode atingir cerca de 9 cm de altura, embora o tamanho adulto típico seja de 6 cm. A concha é composta por duas valvas convexas, cada uma com poucas nervuras largas cobertas por espinhos rombudos. Essas nervuras irradiam do umbo, a protuberância arredondada próxima à dobradiça, com finas estrias gravadas entre elas. A cor de fundo é branca com faixas radiais em roxo claro, sendo a valva direita, geralmente posicionada por baixo, mais clara que a esquerda. Os anéis de crescimento anuais são visíveis, muitas vezes como faixas concêntricas de tonalidades diferentes. Ao lado da dobradiça, há duas abas irregulares, ou aurículas, com a anterior geralmente muito maior que a outra. Essas abas servem de ponto de fixação para o músculo adutor que fecha a concha. Ao longo da dobradiça, existem pequenas cristas e sulcos, conhecidos como dentes, que impedem o deslocamento lateral das valvas. Diferentemente de outros bivalves, Chlamys hastata não possui dentes "cardinais" grandes sob o umbo, mas apresenta 5 ou 6 dentes laterais de cada lado da dobradiça. O manto, uma membrana que cobre o intestino e outros órgãos internos, reveste o interior das valvas, visível como uma camada espessa nas margens. Ele é franjado por numerosos tentáculos curtos, e há uma fileira de olhos simples próximos a cada valva. A vieira geralmente repousa sobre a valva direita, e a valva esquerda exposta frequentemente apresenta uma esponja colonial crescendo sobre ela.
Chlamys hastata pode ser distinguida de sua parente próxima, Chlamys rubida [en], por ter valvas menos arredondadas e espinhos curvos nas nervuras, conferindo uma textura áspera, enquanto Chlamys rubida é lisa ao toque. O interior brilhante e branco da concha de Chlamys hastata frequentemente apresenta uma mancha arroxeada perto do umbo, ausente em Chlamys rubida.

## Distribuição e habitat
Chlamys hastata ocorre naturalmente na costa oeste da América do Norte, do Golfo do Alasca até San Diego, na Califórnia. É encontrada no fundo do mar em áreas de areia, cascalho ou conchas trituradas, bem como entre rochas, até uma profundidade de cerca de 150 m. Também habita pradarias de ervas marinhas e costas rochosas, preferindo locais com correntes fortes.

## Biologia
Chlamys hastata se fixa ao substrato com alguns fios de bisso. Não está claro qual é a função desses fios, mas eles podem ajudar a orientar a vieira em relação à corrente para otimizar a alimentação ou posicioná-la para uma fuga rápida. Esses fios se rompem facilmente quando a vieira começa a nadar. É um filtrador, expondo o manto ao separar as valvas e filtrando água através das brânquias por ação ciliar. Uma vieira grande pode processar cerca de 4 litros de água por hora por grama de seu peso. O fitoplâncton é filtrado pelas brânquias e transportado para a boca por sulcos ciliados. As partículas rejeitadas são envolvidas em muco e expelidas da cavidade do manto, junto com as fezes, por meio de batidas rápidas das valvas. Durante o amadurecimento das gônadas, uma dieta rica em microalgas aumenta o desenvolvimento gonadal, enquanto o armazenamento de glicogênio no músculo adutor principal é reduzido, transferindo energia para as gônadas.
Quando as valvas estão abertas para alimentação e respiração, numerosos tentáculos se projetam das margens do manto. Os tentáculos mais longos possuem células quimiorreceptoras sensíveis na ponta, permitindo que o molusco detecte o "cheiro" de predadores, como uma estrela-do-mar, e tome medidas evasivas. Tentáculos mais curtos, formando um anel ao redor da borda do manto, possuem olhos simples nas extremidades, com uma lente, duas retinas e um espelho esférico côncavo. Esses olhos não enxergam objetos, mas detectam diferenças entre luz e escuridão, permitindo que as valvas se fechem rapidamente diante de uma ameaça. Eles também podem detectar o tamanho e a velocidade de partículas no fluxo de água, possibilitando à vieira abrir amplamente as valvas para se alimentar em condições favoráveis.
As vieiras Chlamys hastata são dioicas, com indivíduos machos ou fêmeas. Atingem a maturidade por volta dos 2 anos e geralmente vivem cerca de 4 anos. A reprodução ocorre no verão, com a liberação de gametas na coluna de água para fertilização externa. Larvas velígeras começam a se desenvolver em cerca de 2 dias, permanecendo no plâncton por 40 dias, atingindo um comprimento máximo de valva de 240 µm. As larvas possuem um tufo de cílios largos e compostos perto da boca. Olhos simples e brânquias rudimentares começam a se desenvolver por volta do 25º dia. O pé se torna visível no 15º dia, e o propódio (a extremidade frontal projetada do pé) aparece por volta do 28º dia. No 34º dia, a larva rasteja usando o pé e os cílios. A metamorfose ocorre por volta do 40º dia, com os órgãos internos sofrendo uma rotação de 90°, o aparecimento das valvas, dobradiça e ligamento, e o alongamento das brânquias. Assim, a larva velígera nadadora se transforma em uma vieira jovem bentônica.

## Ecologia
Os predadores de Chlamys hastata incluem estrelas-do-mar, como Pisaster ochraceus [en] e Pycnopodia helianthoides [en], polvos e lontras-marinhas. A vieira pode nadar para escapar de predadores, abrindo e fechando suas valvas repetidamente em um movimento de batida. Cada vez que as valvas se fecham, a água é expelida por uma abertura no manto na região dorsal da dobradiça, impulsionando o animal com a margem à frente, em uma forma de propulsão a jato. Seus quimiorreceptores nas margens do manto detectam a aproximação de uma estrela-do-mar, permitindo ações evasivas. Ela também responde dessa forma a predadores que se alimentam de esponjas, como nudibrânquios do gênero Archidoris.
Chlamys hastata geralmente mantém uma relação simbiótica com uma esponja incrustante que cresce em sua valva esquerda, frequentemente a laranja Myxilla incrustans [en] ou, às vezes, a roxa ou marrom Mycale adhaerens [en]. A esponja fornece camuflagem à vieira e pode deter predadores, já que muitas esponjas produzem odores desagradáveis e são pouco apetitosas. Além disso, dificulta que uma estrela-do-mar obtenha a aderência necessária com seus pés ambulacrários para forçar a abertura das valvas. A esponja se beneficia por estar protegida contra o soterramento por sedimentos. Na natureza, foi observado que vieiras e suas esponjas incrustantes atingem tamanhos maiores em áreas de alta turbidez. Um estudo em laboratório mostrou que, em condições de sedimentos frequentemente agitados, esponjas em conchas vazias morreram, enquanto aquelas em conchas vivas prosperaram. No entanto, outro estudo indicou que taxas de crescimento em vieiras fortemente incrustadas por esponjas foram significativamente menores do que em vieiras não incrustadas.

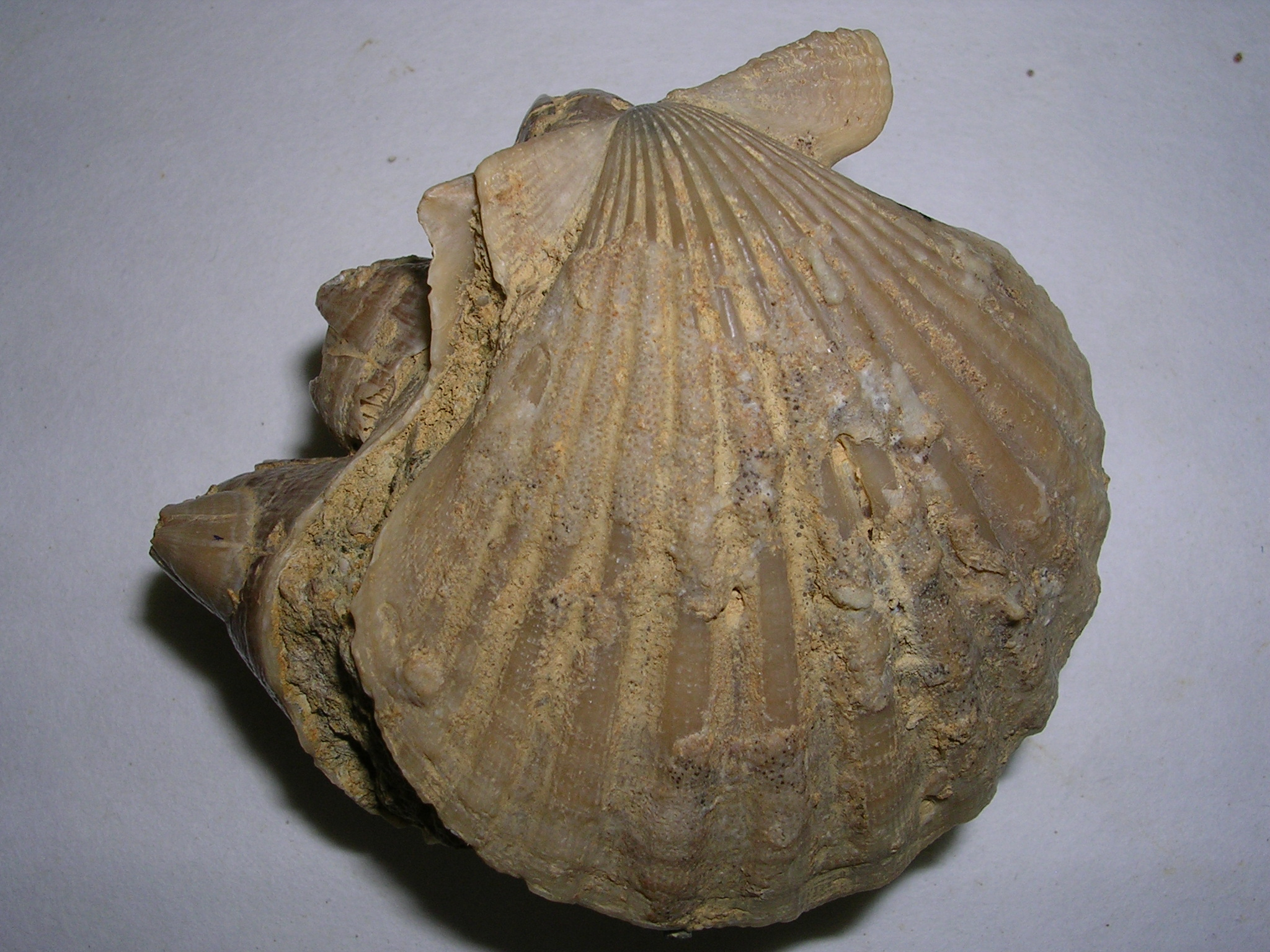
Vieira fóssil

Outros organismos também crescem na concha da vieira. A esponja perfurante Cliona celata [en] é uma espécie parasita que faz furos de até 1,5 mm de diâmetro na valva. Outros epibiontes comuns na superfície da valva incluem vermes tubulares, cirrípedes e briozoários. Em uma pesquisa nas Ilhas San Juan, Washington, 144 vieiras (C. hastata e C. rubida) foram coletadas, principalmente a 90 m de profundidade. A valva direita estava muito mais colonizada (76%) do que a esquerda (17%), com esponjas incrustantes (principalmente Mycale adhaerens), cirrípedes (Balanus rostratus [en]) e vermes tubulares (Neosabellaria cementarium [en], Serpula vermicularis e espécies de Spirorbis [en]). Também foram encontrados outros bivalves, briozoários, braquiópodes e tunicados. Muitos tubos de vermes estavam desocupados, e outros organismos cresciam sobre tubos calcários vivos e mortos. Na valva esquerda inferior, predominavam briozoários ciclostomados e queilostomados. Estrelas-do-mar parecem igualmente capazes de forçar a abertura de valvas com ou sem cirrípedes.
Cirrípedes são normalmente animais sésseis, incapazes de evitar predadores. Quando fixados a uma vieira, eles se beneficiam da resposta defensiva do molusco, que ajuda a evitar a predação. A vieira, por outro lado, é prejudicada, pois a presença de cirrípedes pode reduzir sua capacidade de nadar. Foi observado que esponjas incrustantes emitem substâncias químicas que desencorajam larvas de cirrípedes de se fixarem próximas. As larvas preferem se estabelecer em conchas não incrustadas por esponjas, o que representa outra vantagem para as vieiras, que são menos impedidas de nadar por esponjas do que por cirrípedes.

## Pesca
Algumas vieiras são coletadas sob licenças de pesca exploratória na costa oeste do Canadá, embora uma pesca comercial de vieiras tenha sido descontinuada. Os métodos utilizados incluem mergulho e redes de arrasto estreitas com largura máxima de 2 m. Limites mínimos de tamanho são estabelecidos para a altura das conchas: 80 mm para Chlamys hastata e 71 mm para Chlamys rubida. Um documento de pesquisa estrutural foi publicado pela Fisheries and Oceans Canada em 2000, com recomendações sobre o desenvolvimento das pescas por mergulho e arrasto.